# 도널드 리치
도널드 리치(Donald Richie, 1924년 4월 17일 ~ 2013년 2월 19일)는 일본인, 일본의 문화, 특히 일본의 영화에 관해 쓴 미국 태생의 저자이다. 그 스스로가 주로 영화역사가로 간주했으나 리치는 수많은 실험영화를 감독하기도 했으며 그 중 첫 번째 작품은 17세에 이루어졌다.
오하이오주 라이마에서 태어났다. 제2차 세계 대전에 군복무를 했다. 1947년, 리치는 미국점령군과 함께 일본을 처음 방문했고 오하이오주 리마에서 떠날 기회를 보았다.
미국으로 돌아와 컬럼비아 대학교에서 1953년 영어 학사 학위를 받았다. 이후 일본으로 돌아와서 재팬 타임스의 영화 평론가가 되었고 1959년 The Japanese Film: Art and Industry라는 책을 냈다.